# ニッセイ三宮ビル
ニッセイ三宮ビル（ニッセイさんのみやビル）は兵庫県神戸市中央区加納町4丁目にある日本生命保険所有のビルの1つである。三ノ宮駅（三宮駅）の山側（北側）に位置する。阪神大震災被災前に同地に所在した三宮日本生命ビルについても述べる。なお、三宮駅周辺には「日本生命三宮駅前ビル」という似た名称の建物があるが、そちらは駅南側にある別のビルである。

## 三宮日本生命ビル

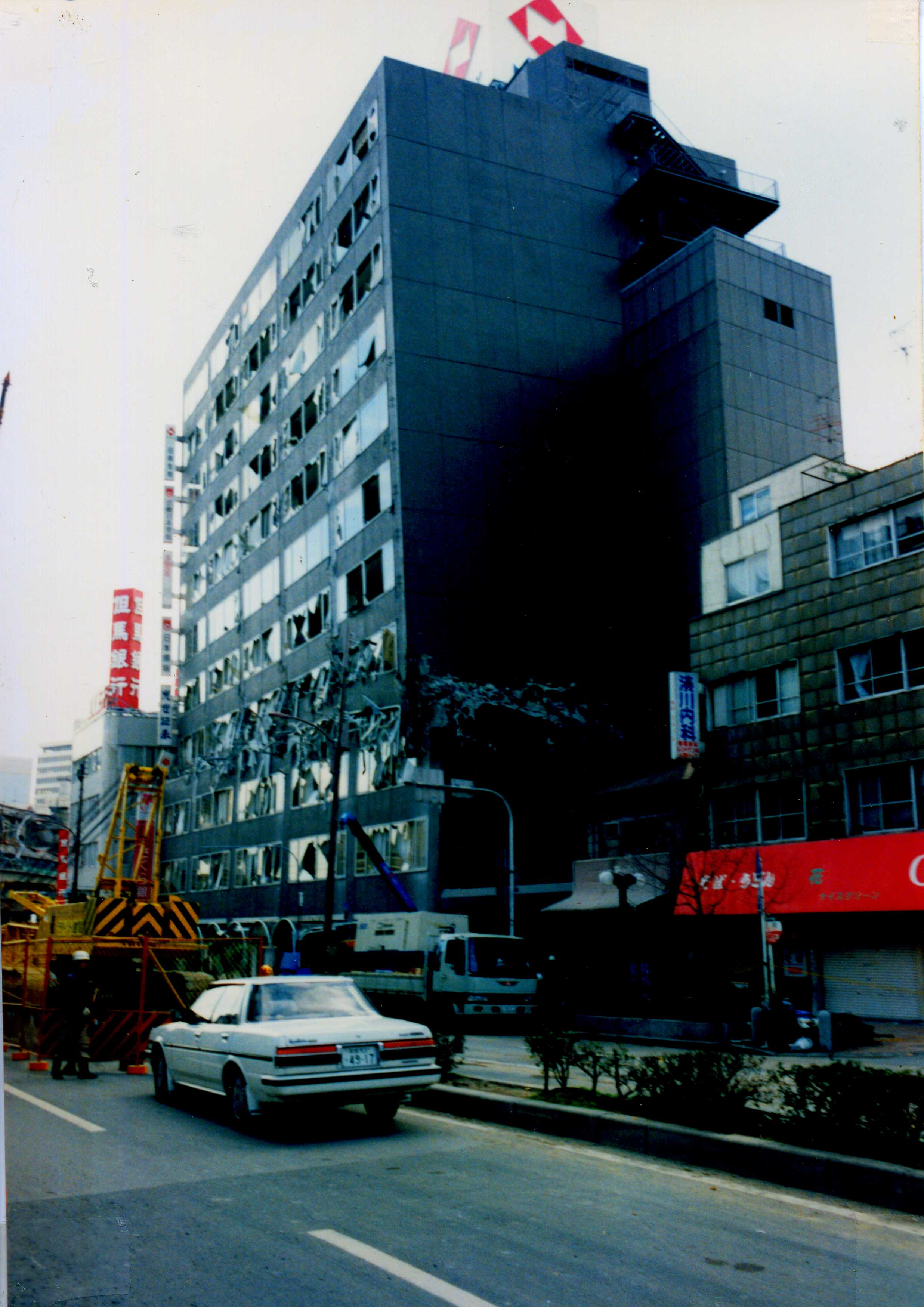
震災当時の旧・三宮日本生命ビル

旧・三宮日本生命ビルは1995年1月17日の阪神・淡路大震災で中層階（5階）が崩壊し、上層階が折れ曲がって傾いた状態になった。同年春には解体され、1997年12月にニッセイ三宮ビルとして建て替えられた。
阪神・淡路大震災が発生した当時の1階はさくら銀行（現：三井住友銀行）三宮支店、2階は東急観光、3階は、日本信販であった。
さくら銀行三宮支店については、北へ約50メートルの場所（現在は山手迎賓館のある場所）に仮設店舗を建設し、三宮南口支店（三宮阪神ビル＝そごう神戸店内にあった旧三井銀行三宮支店）と共同で入居したのち、三宮南口支店を三宮支店に統合したうえで、そごう神戸店の復旧に伴い、1996年夏に、震災までは三宮南口支店のあった場所に三宮支店が正式移転した（その後、2002年7月22日に三井住友銀行三宮南支店＝旧住友銀行三宮支店内に移転し、2003年3月10日に正式に店舗統合をしている）。ニッセイ三宮ビル再建後の1階には、さくら銀行系列である神栄石野証券の本店が入居した（現：SMBC日興証券神戸中央支店）。

## ニッセイ三宮ビル
震災から3年が経とうとする1997年12月に再建された現在のビル。カーテンウォールが特徴的なビルとなっている。16階建て、高さ70.9m。基準階貸室面積507.26平米。

## 主な入居者
- 大林組 神戸支店[3]
- 西日本旅客鉄道（JR西日本） 兵庫支社[4]
- キヤノンマーケティングジャパン 神戸営業所[5]
- 東京スター銀行 神戸支店[6]